# Thelypteris campii
Thelypteris campii är en kärrbräkenväxtart som beskrevs av Alan Reid Smith. Thelypteris campii ingår i släktet Thelypteris och familjen Thelypteridaceae. Inga underarter finns listade.